# Flickr
Flickr (anhörenⓘ) (von englisch to flick through something, „etwas durchblättern“, also etwa „Vorrichtung zum Durchblättern“ bzw. „Durchblätterer“ oder von englisch to flicker, „flimmern“) ist ein kommerzieller Onlinedienst mit Community-Elementen, der es Benutzern erlaubt, digitale und digitalisierte Bilder sowie kurze Videos von maximal zehn Minuten Dauer mit Kommentaren und Notizen auf die Website zu laden und so anderen Nutzern zugänglich zu machen (zu „teilen“). Neben dem herkömmlichen Hochladen über die Website können die Bilder auch per E-Mail oder vom Mobiltelefon aus übertragen und später von anderen Webauftritten aus verlinkt werden.

## Geschichte
Flickr wurde von der Ludicorp Research & Development Ltd. entwickelt, einem 2002 in Kanada gegründeten Unternehmen mit Sitz in Vancouver. Ursprünglich war das Hochladen von Bildern nur ein Aspekt des Online-Spiels Game Neverending, das Caterina Fake und ihr Ehemann Stewart Butterfield programmiert hatten. Diese Komponente kam jedoch besonders gut bei den Benutzern an, was dazu führte, dass die Arbeiten an dem Online-Spiel eingestellt wurden und Flickr zum 10. Februar 2004 in seiner heutigen Form entstand. Im März 2005 wurden Flickr und Ludicorp von Yahoo gekauft.
Flickr hatte nach eigenen Angaben im Jahr 2011 ca. 5000 Uploads pro Minute und knapp 77 Mio. Unique Users. Laut der Suchmaschine Alexa gehörte Flickr damit damals zu den 50 am stärksten frequentierten Seiten im Internet.
Seit dem 12. Juni 2007 ist Flickr in verschiedenen Sprachen (auch auf Deutsch) verfügbar.
Am 12. November 2007 wurde das zweimilliardste Foto auf Flickr hochgeladen, knapp ein Jahr später, am 3. November 2008, das dreimilliardste. Seit August 2011 befinden sich mehr als sechs Milliarden Bilder auf der Plattform. Im Dezember 2012 waren es acht Milliarden Fotos.
Im Mai 2013 gab Flickr eine Erweiterung des kostenlosen Speicherplatzes jedes Nutzers auf ein Terabyte bekannt, außerdem konnten Bilder in maximaler Auflösung und Videos mit bis zu drei Minuten Dauer in High Definition hochgeladen werden. Neben den neuen Funktionen wurde das Design des Dienstes neu gestaltet.
Ab Juni 2016 war das Hochladen von Dateien über die mobilen Webseiten sowie über die Flickr-App in Deutschland nicht verfügbar. Als Grund dafür wurde ein vom deutschen Gericht verhängtes Unterlassungsurteil wegen einer Patentverletzung genannt. Nach zwei Monaten aktivierte Flickr den Upload wieder.
Im April 2018 wurde Flickr von Yahoo an SmugMug verkauft.
Zum Dezember 2018 wurde für Nutzer eines kostenlosen Accounts eine Höchstzahl von eintausend gespeicherten Bildern festgelegt. Ab Februar 2019 wurden, mit den ältesten beginnend, überzählige Bilder aus dem ehemals unbegrenzten Speicherplatz gelöscht.

## Funktionen
Flickr bietet die Möglichkeit, Fotos in Kategorien (auch Tags genannt) zu sortieren, in sogenannte Pools aufzunehmen, nach Stichworten zu suchen, sogenannte Fotostreams (User-Profile in Form kleiner „Fotoblogs“) anderer Benutzer anzuschauen und Bilder mit Bildausschnitten zu kommentieren.
Darüber hinaus stehen eine Vielzahl von RSS-Web-Feeds zur Verfügung, die die Darstellung der Bilder auf beliebigen Webseiten oder das Finden neuer Bilder zu einem bestimmten Thema vereinfachen sollen.
Flickr bietet eine spezielle Suchfunktion, um gemeinfreie Bilder und Bilder mit Creative-Commons-Lizenzen zu finden, die dem Benutzer eine Weiterverarbeitung gestatten.
Der Entwicklungsstand der zugrundeliegenden Software wurde am 16. Mai 2006 von einer Beta- auf eine Gamma-Version umgestellt. Am 12. Juni 2007 wurde eine weitergehende Lokalisierung auf Deutsch und sechs weiteren Sprachen bekanntgegeben. Im Februar 2012 begann Flickr mit einer Umgestaltung seiner Seiten; die Ziele waren eine einfachere Navigation, weniger Weißflächen im Layout, erweiterte Social-Features und ein besserer Austausch der Flickr-Community untereinander.

## Kooperationen
Im November 2009 ging Flickr eine Kooperation mit dem Foto-Druck-Dienstleister Snapfish von Hewlett-Packard ein. Damit haben Nutzer die Möglichkeit, Fotoabzüge zu bestellen oder Fotoprodukte wie Bücher, Kalender und Grußkarten zu gestalten.
Im Rahmen einer Kooperation mit Getty Images konnten Flickr-Mitglieder ihre Bilder auch kommerziell lizenzieren. Über die in Frage kommenden Bilder entschieden im ersten Schritt die Bildredakteure von Getty Images. Außerdem hostet Getty Images die Flickr-Gruppe „Getty Images Call for Artists“, deren Mitglieder ein Portfolio von 25 Bildern pro Monat einreichen konnten, um sie für eine Einladung in die Flickr-Sammlung vorzuschlagen. Getty Images entschied sich 2014 dazu, die Kooperation mit Flickr nicht zu verlängern.
Zur Online-Bearbeitung der hochgeladenen Fotos hatte Flickr ursprünglich eine Bildbearbeitungs-Software („Editor“) von Aviary integriert. Ohne weitere Erklärungen wurde dieser Dienst im Jahr 2017 abgestellt und nach längerer Wartezeit durch eine Eigenentwicklung mit dem Namen „Foto-Editor von flickr“ ersetzt.

## Sichtbarkeit
Die Benutzer können die Bilder für jeden sichtbar veröffentlichen oder so hochladen, dass nur sie selbst auf die Bilder zugreifen können. Die Erlaubnis zum Betrachten lässt sich auch auf eine Gruppe anderer Flickr-Benutzer einschränken. Im Jahre 2005 stellten 82 Prozent der Nutzer ihre Bilder jedermann zur Verfügung.

## Urheberrecht
Standardmäßig sind alle Bilder mit dem Vermerk All Rights Reserved, deutsch Alle Rechte vorbehalten markiert. Die Bilder können mit einer der sechs Creative-Commons-Lizenzen vom Nutzer versehen werden.

## Tags und Kategorien
Die Möglichkeit, jedes Bild frei zu kategorisieren, mit einer Beschreibung zu versehen und von anderen kommentieren zu lassen, unterstützt den Anwender beim schnellen Aufbau von Metadaten.
Mit Hilfe von Suchmaschinen, die diese Daten gezielt auswerten können, erhält man ein organisierteres Web, das von vielen gemeinsam klassifiziert und bewertet wurde. Im Englischen nennt man dieses Phänomen Folksonomy, im Deutschen passt am besten der Begriff „Gemeinschaftliches Indexieren“.
Flickr bietet eine Suche nach Kategorien, womit man sich z. B. die neuesten Bilder, Weblinks und Blog-Artikel zu einem beliebigen Suchbegriff ansehen kann.
Die Funktion „People in Photos“ ermöglicht es außerdem – sofern die Nutzer es in ihren Einstellungen erlauben –, sich gegenseitig auf Fotos zu markieren und mit Namen zu versehen.

## Interaktion und Schnittstellen
Flickr nutzt Ajax, um die Web-Seiten dynamisch aufzubauen.
Die externe Anbindung verschiedener Anwendungen wie zum Beispiel Blogs unterstützt Flickr durch offene Schnittstellen. IPTC-Kommentare und Stichwörter der Bilddaten werden automatisch als „Tags“ und Beschreibung übernommen. Flickr-Benutzerseiten und Kategorien können per RSS und Atom abonniert werden. In den Fotodaten enthaltene GPS-Daten werden von Flickr automatisch ausgelesen oder können als „Machine-Tags“ vom Benutzer nachträglich angefügt werden. Die Aufnahmepositionen der Fotos werden auf Karten weltweit dargestellt.
Flickr setzt in diesem Zusammenhang konsequent auf die Verwendung offener Standards, so dass viele Weiterentwicklungen und Verwendungen von Flickr-Bildern oder -Metadaten erst dadurch entstehen, dass die dazu benötigten Daten an offenen, gut dokumentierten Schnittstellen zur Verfügung stehen.

## Kritik
Am 12. Juni 2007 wurde Flickr aktualisiert. Seit diesem Tag waren einige Länder (Deutschland, Rumänien, Hongkong, Singapur, Südkorea sowie Nutzer der Seite Maktoob.com) in der Suche beschränkt. Maßgebend dafür war die Yahoo-ID.

„Wenn Sie eine Yahoo!-ID aus Singapur, Hongkong, Indien, Korea oder von Maktoob.com verwenden, werden Ihnen nur sichere Inhalte gemäß den für Ihr Land geltenden Servicebedingungen angezeigt. Sie können also die sichere Suche nicht deaktivieren. Wenn Sie eine Yahoo!-ID aus Deutschland oder Rumänien haben, können Sie aufgrund der dort geltenden Servicebedingungen keine eingeschränkten Inhalte anzeigen.“

 Dies stieß vor allem bei der deutschen Community auf starke Ablehnung. In der Folge hatten sich einige Gruppen und Foren gebildet, die versuchten, Yahoo! zu einer Umkehr zu bewegen. Yahoo Deutschland begründete dies mit Jugendschutzgründen, mit der Maßnahme solle dem deutschen Jugendmedienschutz entsprochen werden.
Seit dem 9. April 2008 war es möglich, neben Bildern auch kurze Videosequenzen (max. 90 Sekunden) auf Flickr zu veröffentlichen. Dies stieß auf starken Widerstand in der Community, die eine Abgrenzung von Videoportalen, wie beispielsweise YouTube, forderte.

### Verkauf von Bildern unter Creative-Commons-Lizenz
Seit Ende 2014 verkaufte Yahoo die Bilder einzelner Flickr-Fotografen, die diese unter einer Creative-Commons-Lizenz veröffentlicht haben, die eine kommerzielle Verwendung ermöglichen. Mehrere Betroffene waren darüber verärgert.

### Zugriffsbeschränkungen
Am 20. Mai 2013 sind folgende Zugriffsbeschränkungen in Kraft getreten:
- Jeder Nutzer erhält 1 TB Speicherplatz.
- Ein Foto darf 200 MB groß sein und beliebige Abmessungen haben.
- Ein Video darf eine Auflösung bis 1080p haben, 1 GB groß sein und drei Minuten dauern.
- Es gibt keine (offizielle) Bandbreitenbeschränkung (Megabytes pro Monat o. ä. für neue Dateien).
- Gegen Bezahlung kann die Werbung abgeschaltet werden (englisch: „ad free“)
- Gegen weitere Bezahlung kann der Speicherplatz auf 2 TB verdoppelt werden („doublr“, scherzhaft für englisch double „doppelt“ oder „verdoppeln“).

Gleichzeitig wurde das Aussehen der Webseiten fundamental verändert, was auf massive Kritik stieß, viele Nutzer wanderten ab. Dazu kamen technische Schwierigkeiten, etwa mit der Vollbildansicht auf bestimmten Webbrowsern.

### Löschung von Dateien nichtzahlender Nutzer
Am 1. November 2018 änderte Flickr die Zugriffsbeschränkungen wie folgt:
- Ab dem 8. Januar 2019 sollen nichtzahlende Nutzer nur noch die Möglichkeit haben, bis zu 1000 Dateien kostenfrei hochzuladen.
- Ab dem 5. Februar 2019 wird mit der aktiven Löschung der ältesten Dateien, ermittelt anhand des Upload-Datums, begonnen, bis die Begrenzung auf 1000 Dateien eingehalten wird. Die Größe der einzelnen Dateien ist hierbei nicht relevant. Alternativ kann das Pro-Abo abgeschlossen werden.[22]

Im März 2022 gab Flickr folgende Änderungen bekannt:
- Nichtzahlende Kunden dürfen in Zukunft nur noch 50 Fotos hochladen, die nicht öffentlich sind (d. h. als privat markiert oder nur mit Familie und Freunde geteilt).
- Expliziter Inhalt darf nur noch von zahlenden Nutzern hochgeladen werden.

Wer gegen diese Regeln verstoße, solle entweder die entsprechenden Fotos löschen, öffentlich machen oder ein Abonnement erwerben.

## Alternative kostenlose Filehosting-Dienste für Bilder
- Imgur
- Google Photos
- 500px
- Pixabay
- Pixelfed